# Далас (Северна Каролина)
Далас (енгл. Dallas) град је у америчкој савезној држави Северна Каролина.

## Демографија
По попису из 2010. године број становника је 4.488, што је 1.086 (31,9%) становника више него 2000. године.
| Група             | 2000.         | 2010.         |
| Белци             | 2.530 (74,4%) | 3.310 (73,8%) |
| Афроамериканци    | 765 (22,5%)   | 715 (15,9%)   |
| Азијати           | 13 (0,4%)     | 25 (0,6%)     |
| Хиспаноамериканци | 81 (2,4%)     | 361 (8,0%)    |
| Укупно            | 3.402         | 4.488         |